# Mohammedia (distrito)
Mohammedia é um distrito localizado na província de Mascara, Argélia, e cuja capital é a cidade de Mohammadia. A população total do distrito era de 129 562 habitantes, em 2008.[carece de fontes?]

## Comunas
O distrito é composto por seis comunas:
- Mohammadia
- El Ghomri
- Ferraguig
- Mocta Douz
- Sedjerara
- Sidi Abdelmoumen